# گاشربروم ۴
گاشربروم ۴ (به اردو: گاشر برم -4، به چینی ساده: 加舒尔布鲁木IV峰، به چینی سنتی:加舒爾布魯木IV峰، پین یین: Jiāshūěrbùlǔmù IV Fēng) یکی از قله‌های توده گاشربروم در کوه قره‌قروم واقع در مرز بین چین و پاکستان است. این کوه ۷٬۹۲۵ متر ارتفاع داشته و ۱۷مین کوه بلند زمین شناخته می‌شود.
گاشربروم را اغلب «دیوار درخشان» معنی می‌کنند که احتمالاً اشاره‌ای است به جبهه غربی کاملاً مشخص گاشربروم ۴. اما در حقیقت گاشربروم ترکیبی است از دو واژهٔ بلتی "rgasha" به معنای زیبا و "brum" به معنای کوه. پس گاشربروم در اصل به معنای «کوه زیبا» است."
والتر بوناتی و کارلو مائوری ایتالیایی نخستین کوهنوردانی بودند که در ۶ اوت ۱۹۵۸ موفق به صعود و فتح قلهٔ گاشربروم ۴ شدند.